# Djebel Taguennsa
Djebel Taguennsa är ett berg i Algeriet. Det ligger i provinsen Médéa, i den norra delen av landet, 100 km söder om huvudstaden Alger. Toppen på Djebel Taguennsa är 1 710 meter över havet.